# Arctosa marocensis
Arctosa marocensis là một loài nhện trong họ Lycosidae.
Loài này thuộc chi Arctosa. Arctosa marocensis được Carl Friedrich Roewer miêu tả năm 1960.